# ボールドウィン家
ボールドウィン家（Baldwin family）は、血縁、結婚、パートナー関係によって繋がるアメリカ合衆国の一族であり、俳優として活動するアレック、ダニエル、ウィリアム、スティーヴンの4兄弟で知られている。

## 祖先
ボールドウィン家の父系は1500年代にイングランドに住んでいたリチャード・ボールドウィン（Richard Baldwin）に遡ることが出来る。アレック・ボールドウィンら兄弟は北米で生まれた13世代目であり、父のアレクサンダー・レイ・ボールドウィン・ジュニア（Alexander Rae Baldwin Jr.）を通してメイフラワー号乗客のジョン・ハウランドの子孫にあたる。

## 著名なメンバー
- ボールドウィン4兄弟:
  - アレック
  - ダニエル
  - ウィリアム
  - スティーヴン
- ボールドウィン兄弟の現在または元妻/パートナー:
  - キム・ベイシンガー – アレックの元妻
  - ヒラリア・ボールドウィン（英語版） - アレックの妻
  - イザベラ・ホフマン（英語版） – ダニエルの元パートナー
  - チャイナ・フィリップス – ウィリアムの妻
  - ケンニャ・ボールドウィン – スティーヴンの妻
- ボールドウィン兄弟の子供とその妻/パートナー:
  - アイルランド（英語版） – アレックの娘[2]
  - ヘイリー – スティーヴンの娘でジャスティン・ビーバーの妻

## 系図
- 1 アレクサンダー・レイ・ボールドウィン・シニア (Alexander Rae Baldwin Sr., 1897年3月25日 - 1969年5月20日)
  - + ルース・ノーブル (Ruth Noble, 1898年10月30日 - 1968年10月30日)
    - 2 アレクサンダー・レイ・ボールドウィン・ジュニア (Alexander Rae Baldwin Jr., 1927年10月26日 - 1983年4月15日)
      - + キャロル・マルティノー (Carol Martineau, 1929年12月15日 - )
        - 3 エリザベス・ボールドウィン (Elizabeth Baldwin, 1955年10月15日 - )
          - + チャールズ・クユクラー (Charles Keuchler)
            - 4 ジョン・クユクラー (John Keuchler)
            - 4 ジェニファー・クユクラー (Jennifer Keuchler)
            - 4 ジル・クユクラー (Jill Keuchler)
            - 4 ジェーン・クユクラー (Jean Keuchler)
            - 4 ジェシカ・クユクラー (Jessica Keuchler)
            - 4 ジャクリーン・クユクラー (Jacqueline Keuchler)

        - 3 アレクサンダー・レイ・ボールドウィン3世 (Alexander Rae Baldwin III, 1958年4月3日 - )
          - + キミラ・アン・ベイシンガー (Kimila Ann Basinger, 1953年12月8日 - )
            - 4 アイルランド・エリース・ボールドウィン（英語版） (Ireland Eliesse Baldwin, 1995年10月23日 - )

          - + ヒラリア・リン・トーマス（英語版） (Hilaria Lynn Thomas, 1984年1月6日 - )
            - 4 カルメン・ガブリエラ・ボールドウィン (Carmen Gabriela Baldwin, 2013年8月23日 - )
            - 4 ラファエル・トーマス・ボールドウィン (Rafael Thomas Baldwin, 2015年6月17日 - )
            - 4 レオナルド・アンゲル・チャールズ・ボールドウィン (Leonardo Ángel Charles Baldwin, 2016年9月12日 - )
            - 4 ロメオ・アレハンドロ・デヴィッド・ボールドウィン (Romeo Alejandro David Baldwin, 2018年5月17日 - )
            - 4 エドゥアルド・ポー・ルーカス・ボールドウィン (Eduardo Pau Lucas Baldwin, 2020年9月8日 - )
            - 4 マリア・ルシア・ヴィクトリア・ボールドウィン (Maria Lucia Victoria Baldwin, 2021年2月25日 - )

        - 3 ダニエル・リロイ・ボールドウィン (Daniel Leroy Baldwin, 1960年10月5日 - )
          - + シェリル・アン・マグリーヴィ (Cheryl Ann McGreevy, 1964年10月9日 - 2015年10月19日)
            - 4 キャヘリア・ボールドウィン (Kahlea Baldwin, 1984年12月25日 - )

          - + エリザベス・ヒッチラー (Elizabeth Hitchler, 1963年12月14日 - )
            - 4 アレクサンドラ・ボールドウィン (Alexandra Baldwin, 1994年1月12日 - )

          - + イザベラ・ホフマン（英語版） (Isabella Hofmann, 1958年12月11日 - )
            - 4 アッティカス・ボールドウィン (Atticus Baldwin, 1996年7月13日 - )

          - + ジョアン・クレア・スミス (Joanne Clare Smith, 1969年12月18日 - )
            - 4 エイヴィス・アン・ボールドウィン (Avis Ann Baldwin, 2008年1月17日 - )
            - 4 フィンレイ・レイ・マルティノー・ボールドウィン (Finley Rae Martineau Baldwin, 2009年8月7日 - )

        - 3 ウィリアム・ジョセフ・ボールドウィン (William Joseph Baldwin, 1963年2月21日 - )
          - + チャイナ・ギリアム・フィリップス (Chynna Gilliam Phillips, 1968年2月12日 - )
            - 4 ジェームソン・ボールドウィン (Jameson Baldwin, 2000年2月27日 - )
            - 4 ヴァンス・ボールドウィン (Vance Baldwin, 2002年10月23日 - )
            - 4 ブルック・ボールドウィン (Brooke Baldwin, 2004年12月6日 - )

        - 3 ジェーン・アン・ボールドウィン (Jane Anne Baldwin, 1965年1月8日 - )
          - + ランディ・サッソ (Randy Sasso)
            - 4 グレインジャー・サッソ (Grainger Sasso)
            - 4 グリフィン・サッソ (Griffin Sasso)

        - 3 スティーヴン・アンドリュー・ボールドウィン (Stephen Andrew Baldwin, 1966年5月12日 - )
          - + ケンニャ・デオダート (Kennya Deodato, 1968年10月24日 - )
            - 4 アライア・ボールドウィン (Alaia Baldwin, 1993年1月23日 - )
              - + アンドリュー・アロノウ (Andrew Aronow, 1986年4月17日 - )
                - 5 アイリス・エル・アロノウ (Iris Elle Aronow, 2020年8月27日 - )

            - 4 ヘイリー・ロード・ボールドウィン・ビーバー (Hailey Rhode Baldwin Bieber, 1996年11月22日 - )
              - + ジャスティン・ドリュー・ビーバー (Justin Drew Bieber, 1994年3月1日 - )

## 共演
4兄弟のうち3人（ダニエル、ウィリアム、スティーヴン）はオリバー・ストーンの映画『7月4日に生まれて』に出演している。

## ポップカルチャーでの描写
- エイミー・ヘッカーリング監督・脚本の映画『クルーレス』の中で「ボールドウィン」は魅力的な男性を示す俗語として使用されている[3]。
- 映画『サウスパーク/無修正映画版』ではアメリカがカナダへ宣戦布告するとカナダ空軍が同じく俳優一族であるアークエット家と組んで先制攻撃としてボールドウィンを爆撃する様子が描かれている[4]。